# 康莫多尔·科克伦
康莫多尔·科克伦（英語：Commodore Cochran，1902年1月20日—1969年1月3日），美国男子田径运动员，主攻短跑。他曾代表美国参加1924年夏季奥林匹克运动会田径比赛，获得男子4×400米接力金牌。